# Cascabelle

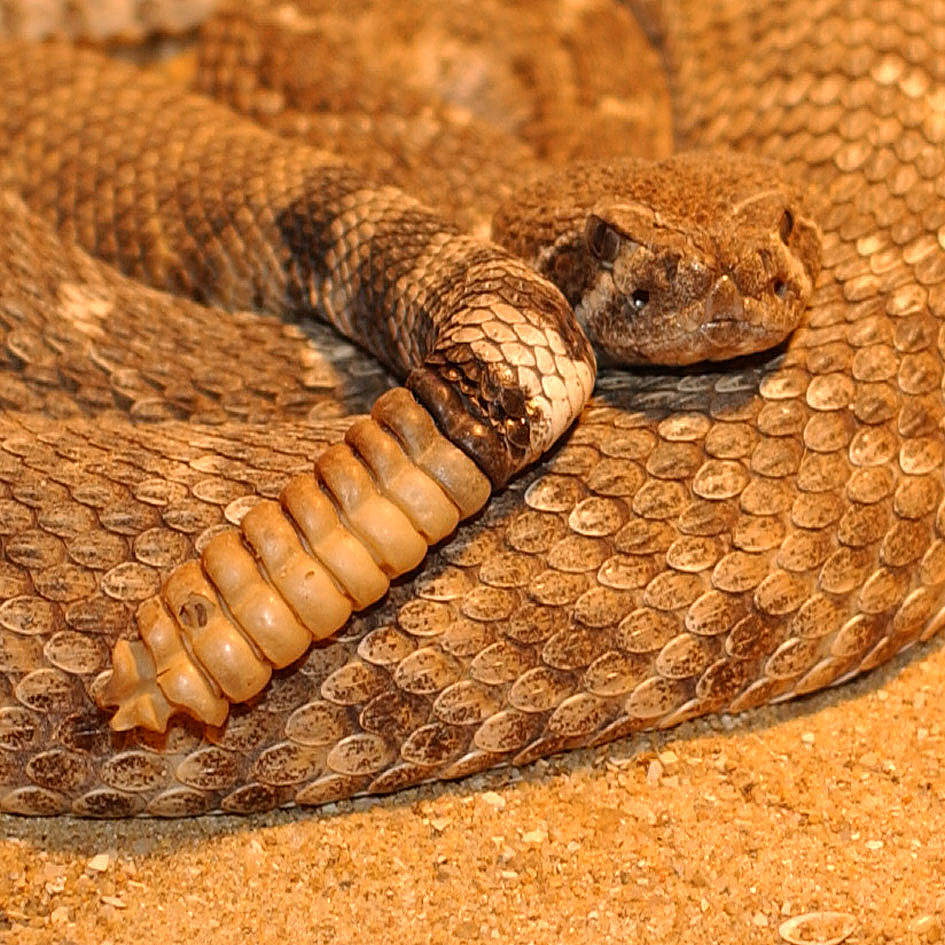
Un crotale diamantin de l'Ouest dont on peut voir, au premier plan, la cascabelle.

La cascabelle est un organe situé à l'extrémité de la queue de certains serpents, dits « à sonnette ». C'est un bruiteur composé d'un assemblage de grandes écailles en anneaux imparfaitement fixées, présent chez toutes les espèces du genre Crotalus, excepté chez Crotalus catalinensis. La « sonnette » gagne un anneau à chaque mue. Ces serpents s'en servent d'avertisseur sonore lorsqu'ils se sentent menacés.